# Förkylningsspray
Förkylningsspray, medel som påstås förebygga förkylning.
Förkylningsspray är en munspray, och kan bland annat innehålla ämnen som tänks förebygga att virus binds till slemhinnorna i munnen. I Sverige säljs förkylningsspray som medicinteknisk produkt och är därför inte underkastad samma krav som läkemedel.
Vid en undersökning visade sig den svensktillverkade förkylningssprayen Coldzyme inte ha bättre effekt än placebo, det vill säga den var i princip verkningslös. 